# Шульга, Анатолий Ильич
Анатолий Ильич Шульга — советский хозяйственный, государственный и политический деятель.

## Биография
Родился 7 мая 1937 года в городе Славгороде Алтайского края. Член КПСС с 1959 года.
С 1929 года — на хозяйственной, общественной и политической работе. В 1958—1990 годах — мастер производственного обучения Барнаульского машиностроительного техникума, инструктор Алтайского крайкома ВЛКСМ, инструктор Барнаульского горкома КПСС, секретарь парткома Барнаульского аппаратурно-механического завода, секретарь, второй секретарь Железнодорожного райкома КПСС, заведующий отделом Барнаульского горкома КПСС, первый секретарь Октябрьского райкома КПСС, заведующий отделом Алтайского крайкома партии, первый секретарь Барнаульского горкома КПСС, секретарь Алтайского краевого совета профессиональных союзов
Избирался депутатом Верховного Совета РСФСР 11-го созыва. Делегат XXVII съезда КПСС.
Жил в Барнауле.